# 楊應雄
楊應雄（1957年6月8日—），金門縣人，中華民國政治人物。曾任金門縣議員、第八屆立法委員。

## 法律案件
楊應雄於2002年3月起擔任金門縣議員，同時經營金馬旅行社，其配偶高淑貞為負責人。楊身為監督金門縣政府的民意代表，卻承包縣政府轄下多個單位的旅遊案，違反了《公職人員利益衝突迴避法》第九條：「公職人員或其關係人，不得與公職人員服務之機關或受其監督之機關為買賣、租賃、承攬等交易行為。」，後經監察院依法裁罰最低罰金866萬。
之後，金馬旅行社聲請大法官釋憲，決議認為監察院裁罰於法有據，聲請予以駁回。

## 選舉紀錄
| 年度 | 選舉屆數             | 選舉區           | 所屬政黨   | 得票數 | 得票率 | 當選標記 | 備註 |
| ---- | -------------------- | ---------------- | ---------- | ------ | ------ | -------- | ---- |
| 2002 | 第三屆金門縣議員選舉 | 金門縣選舉區     | 新黨       | 891    | 3.34%  |          |      |
| 2005 | 第四屆金門縣議員選舉 | 金門縣選舉區     | 新黨       | 1,203  | 3.75%  |          |      |
| 2009 | 第五屆金門縣議員選舉 | 金門縣第二選舉區 | 中國國民黨 | 1,384  | 9.84%  |          |      |
| 2012 | 第八屆立法委員選舉   | 金門縣選舉區     | 中國國民黨 | 12,435 | 32.95% |          |      |

## 政策
- 不支持馬英九於2008年競選總統時所提「繼續管制中國830項農產品」之政見，多次投票反對「要求馬政府應正式具體宣示不再開放現行禁止自中國進口之830項農產品」之提案[4][5][6][7]，也反對禁止中資直接或間接介入選舉及政治活動[8][9]。

- 黃志雄在2012年12月20日在教育及文化委員會提案，要求教委會未來應限制社會人士旁聽。其中楊應雄也投票贊成限縮旁聽權，被民團批傷害公民參與監督立法委員的權利。[10]